# Hangarder Brunnenpfad
Der Hangarder Brunnenpfad ist ein Premiumwanderweg im Saarland. Seinen Namen hat er von den sieben Brunnen, die der Wanderer auf diesem Rundwanderweg zu sehen bekommt. Drei dieser Brunnen, die sich im Saar-Pfalz-Kreis befinden, wurden schon 1564 in einer Beschreibung des Geographen Tilemann Stella erwähnt. Es handelt sich dabei um den Frankenborn (Frankenbrunnen), den Kilierborn (Hollerbrunnen) und den Lichtenborn (heute Bruderbrunnen). Die anderen Brunnen entstanden Anfang des 20. Jahrhunderts.

## Beschreibung
Der Dorfbrunnen in Hangard (Neunkirchen) ist Start- und Zielpunkt des Wanderweges. Zunächst geht es bergan und der Wanderer erreicht den Sportplatz des Ortes. Dort wandert man über einen schmalen Pfad am Ortsrand entlang und folgt dem Tal der Oster bachaufwärts. Nach etwa zwei Kilometern erreicht man auf dem Hangarder Brunnenpfad den zweiten Brunnen, den Kameradschaftsbrunnen. Nach einem kurzen Abstieg erreicht man das Tal der Oster. Hier biegt der Weg nach Osten in das Tal des Lautenbachs ab und ist auf diesem Abschnitt mit dem Mühlenpfad (Ottweiler) identisch. Nach einem weiteren Kilometer erreicht man den dritten Brunnen, die Ebertsquelle. Nun folgt der einem Seitental des Lautenbachs und der Weg führt über Streuobstwiesen an den Ortsrand des Neunkircher Stadtteils Münchwies. Nun geht es nach rechts bergab, man quert das Tal und gelangt im Wald bergan gehend die Schutzhütte Heiligenwiese. Von hier hat man einen schönen Blick auf Münchwies. Im Wald zurück erreicht man nach einem Kilometer den Steinernen Mann, ein Relikt eines römischen Viergöttersteins. Als Nächstes wandert man zum Frankenbrunnen, dem vierten Brunnen des Weges. Nun folgt der Weg dem Lauf des Bexbaches, den er zweimal quert und erreicht den Karlsbrunnen. Wenig später gelangt der Wanderer zur Steinberghütte, welche an Wochenenden vom Pfälzerwaldverein bewirtschaftet wird. Im Wald verbleibend erreicht man nach kurzer Zeit den Hollerbrunnen, ehe der Weg steil bergan führt. Man erreicht eine Lichtung, an der man sich auf den dort befindlichen Sinnesbänken vom Anstieg erholen und die Aussicht genießen kann. Man folgt nun auf einem Pfad der alten Römerstraße und erreicht dann den Bruderbrunnen, den siebten und letzten Brunnen des Weges. Von dort geht es etwa 800 Meter bergan und man erreicht den Lichtenkopf, der 409 Meter hoch ist und den höchsten Punkt des Weges darstellt. Der Weitblick über das gesamte Nordsaarland entschädigt für den Anstieg. Vom Lichtenkopf aus geht es durch drei kleine Steinbrüche, an einem historischen preußisch – bayrischen Grenzstein, der heute noch die Kreisgrenze zwischen dem Landkreis Neunkirchen und dem Saar-Pfalz-Kreis anzeigt, vorbei zum Kaninchenfels. Über den Schluchtenpfad erreicht der Wanderer den Zimmermannsfels, der aus Holzer Konglomerat besteht und einen weiteren Höhepunkt des Weges bildet. Wenige Meter später erreicht man die Oster (Blies) und über einen schmalen Uferpfad geht es zur Dietzlochquelle. Kurze Zeit später kommt man in den Ort Hangard und erreicht die katholische Kirche und wenig später den Dorfbrunnen, den Zielpunkt der Wanderung.

## Sehenswürdigkeiten

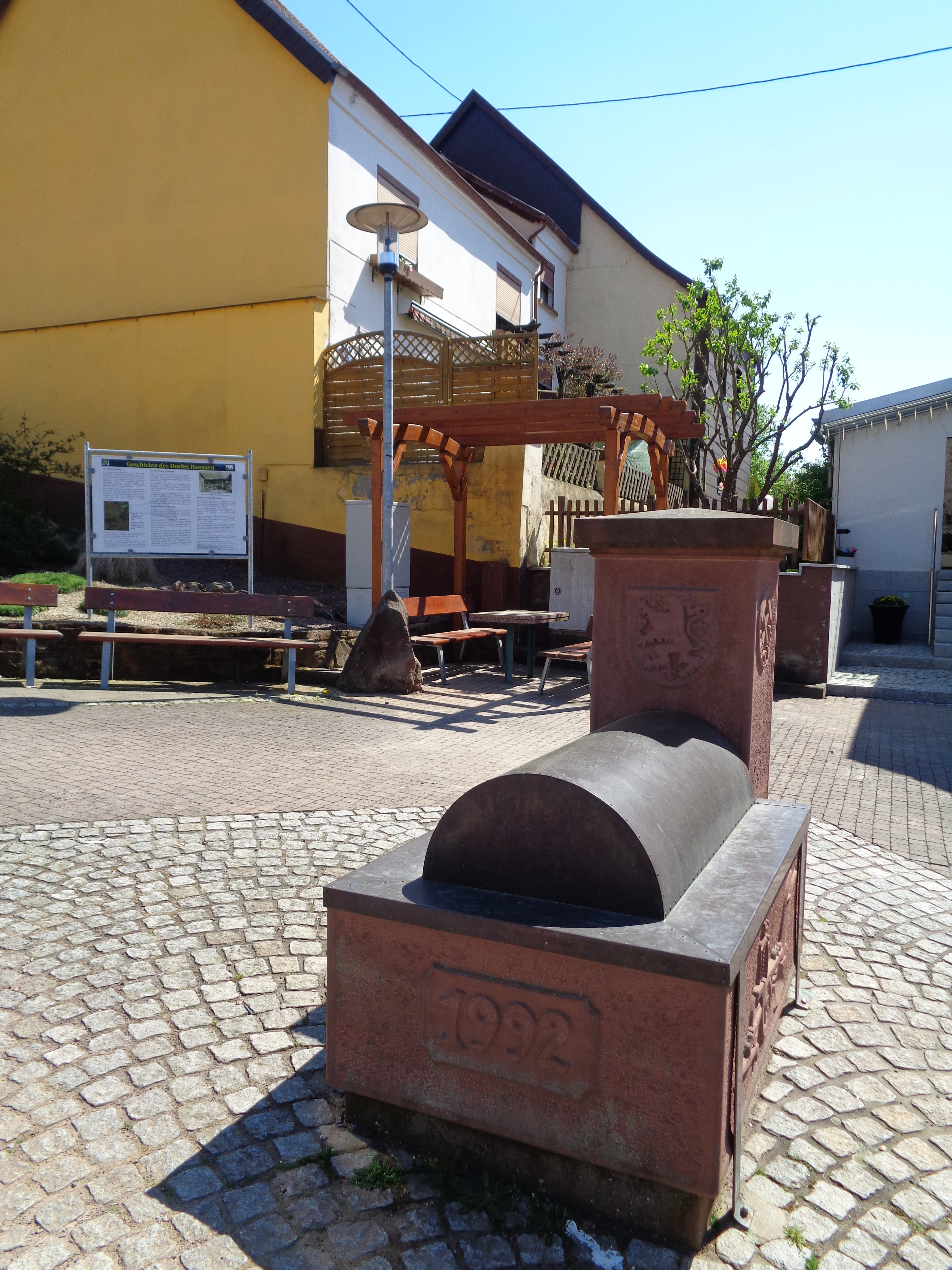
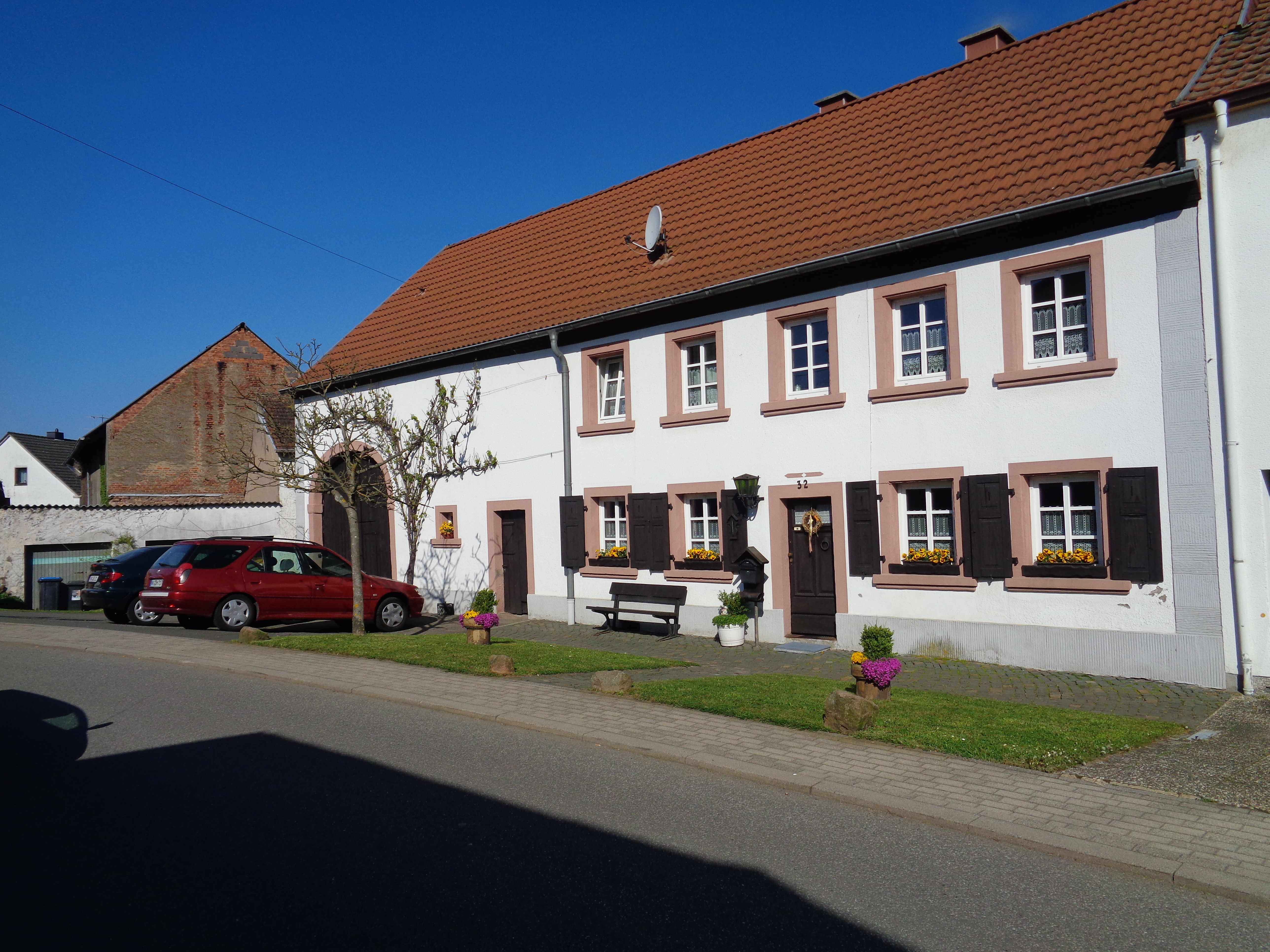
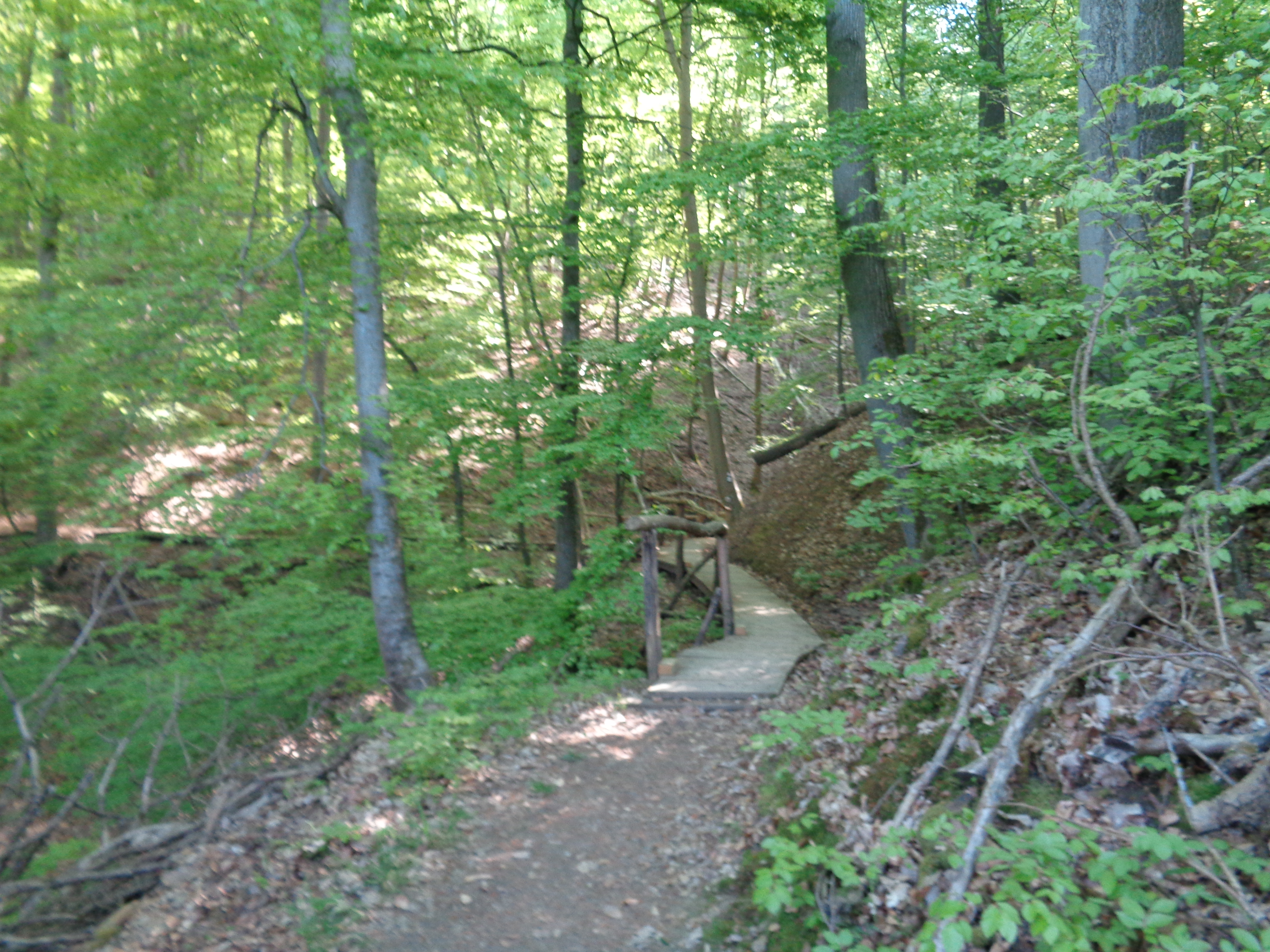
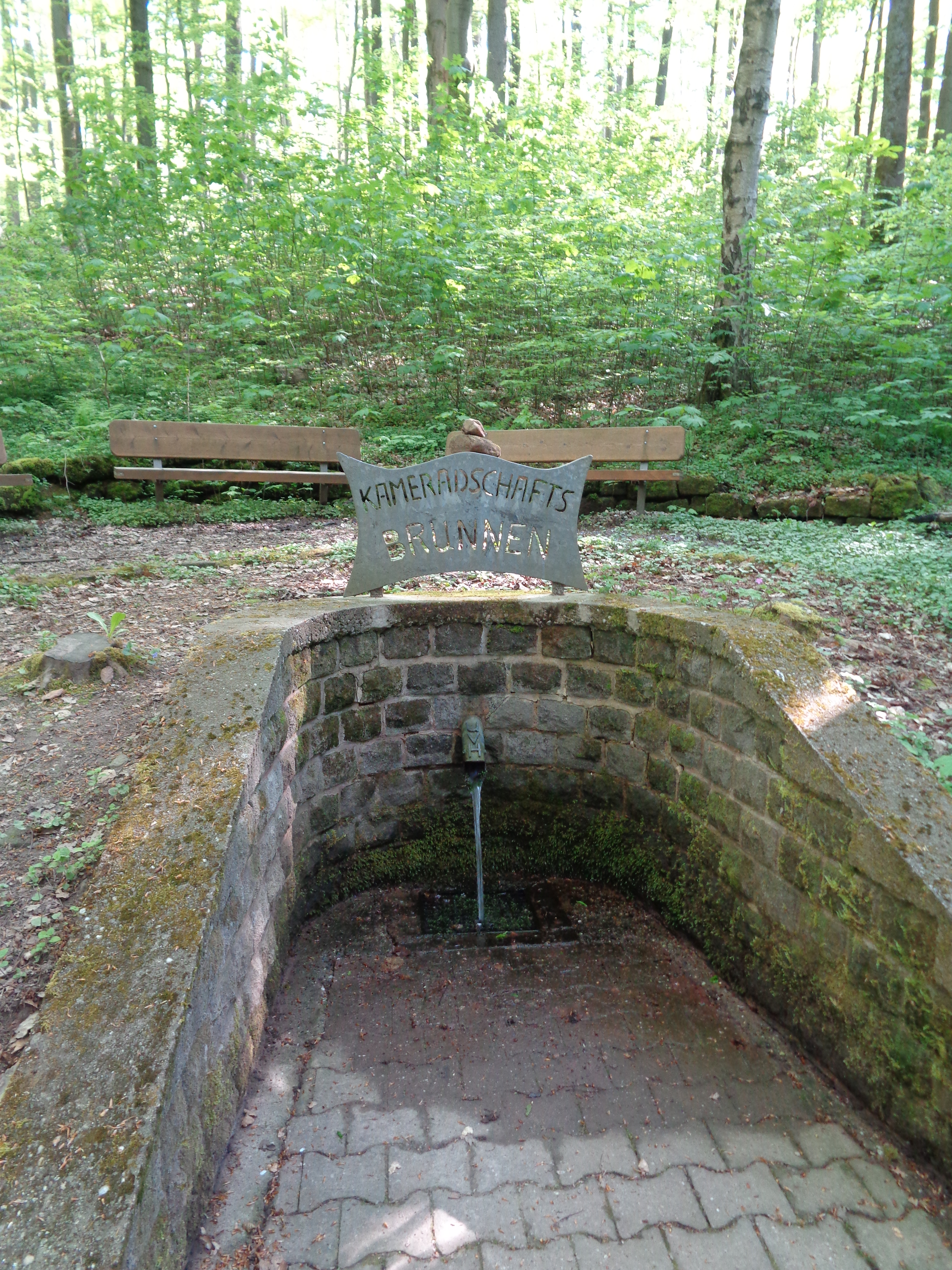
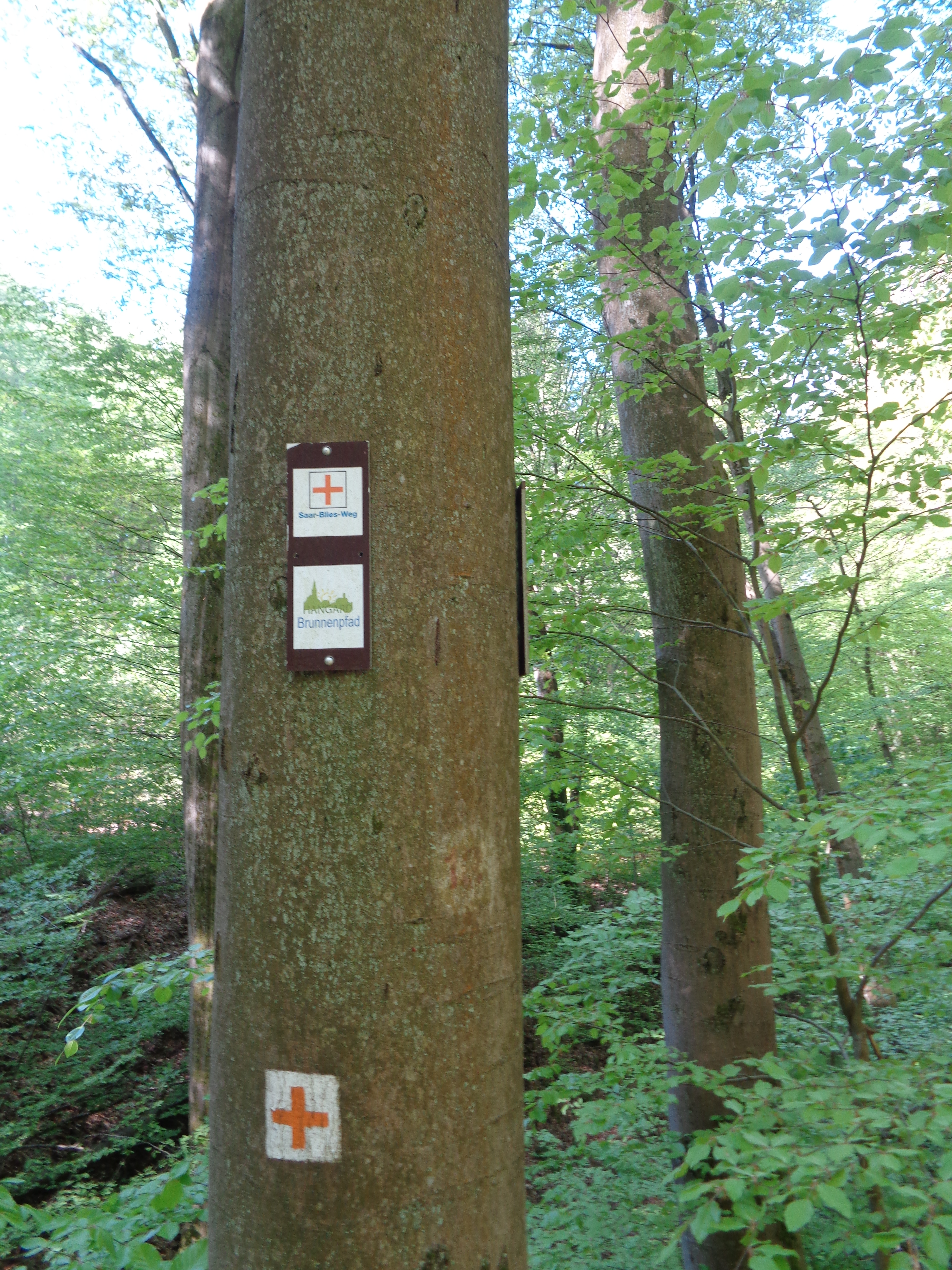
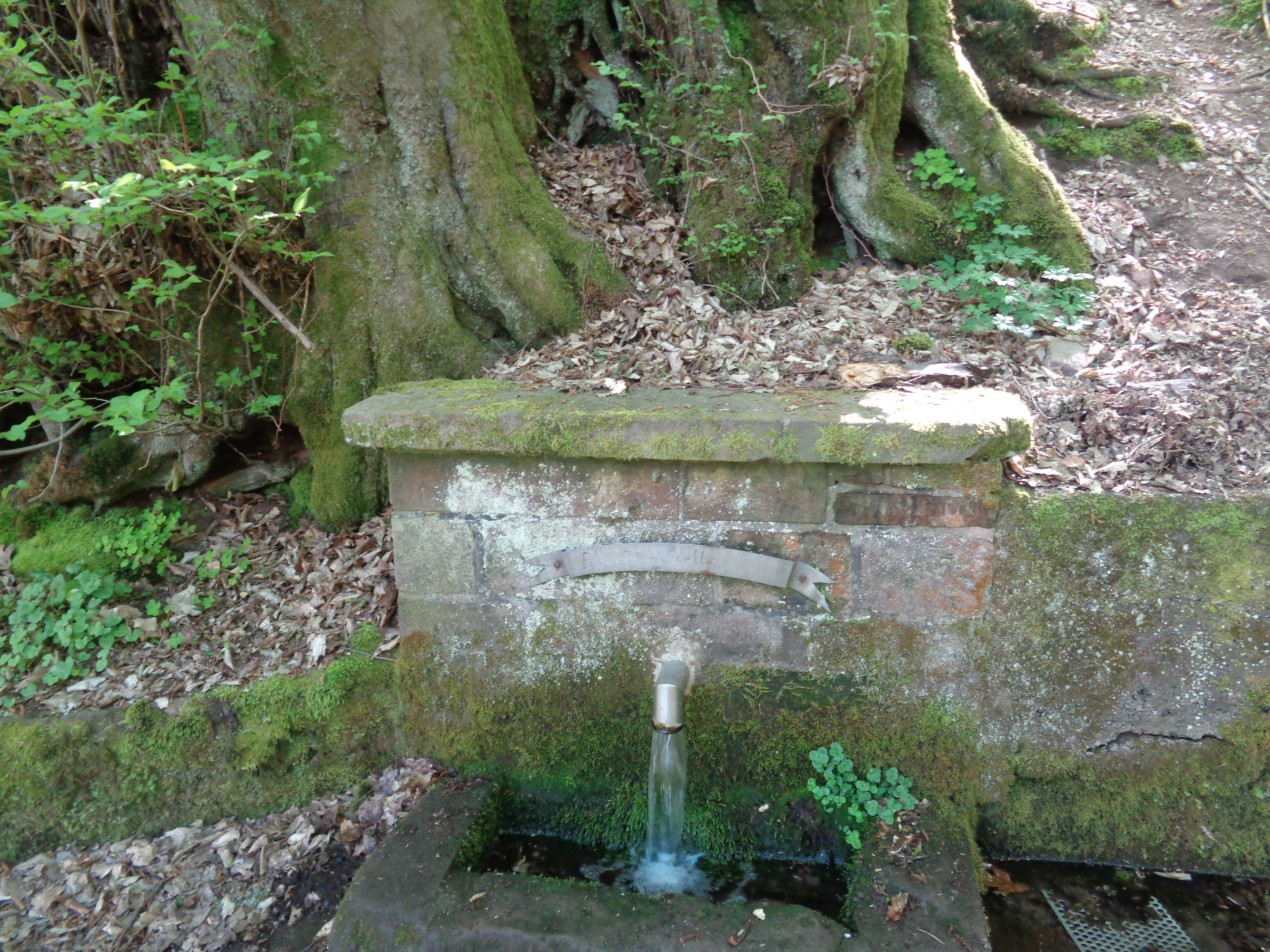
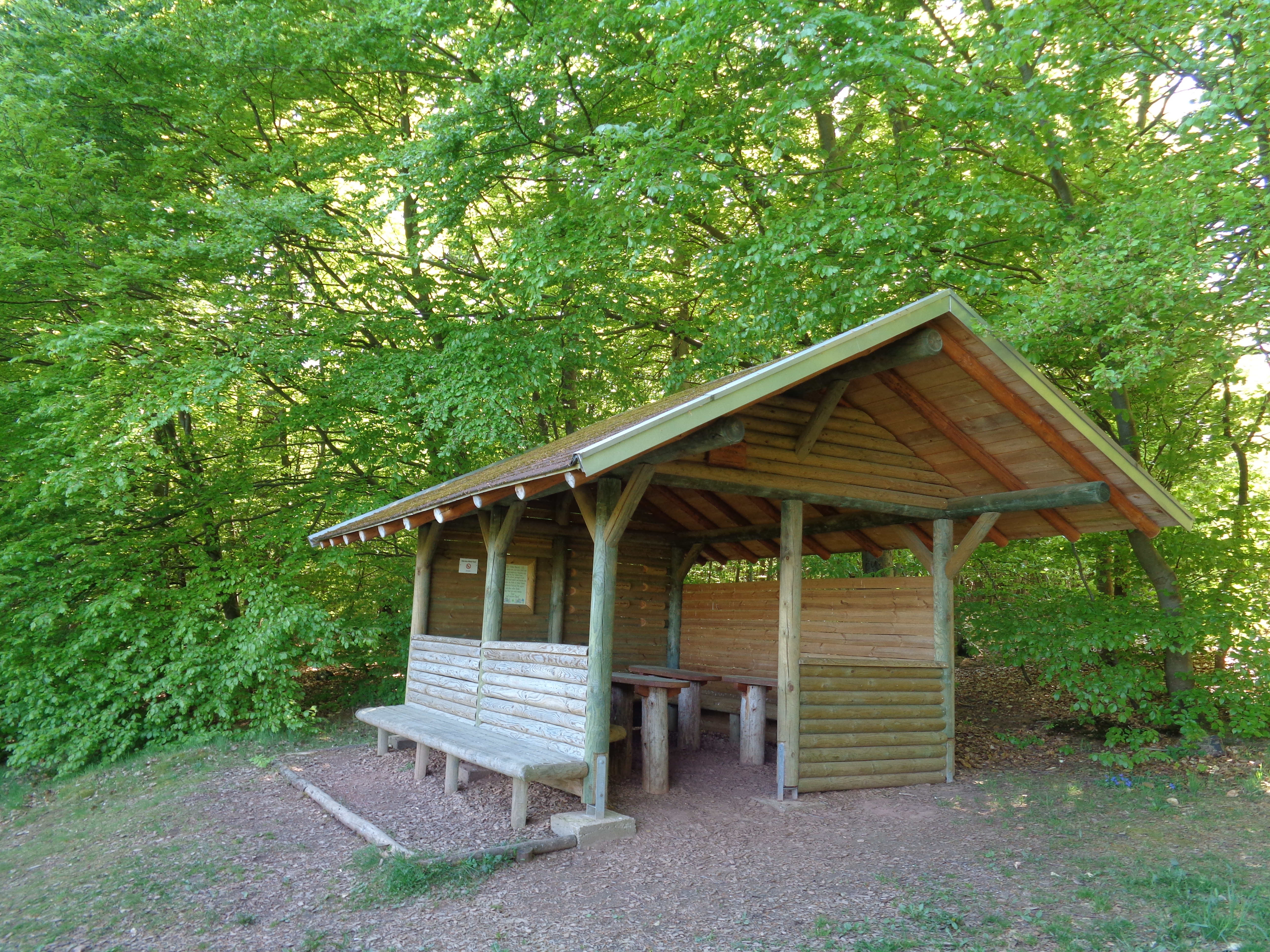
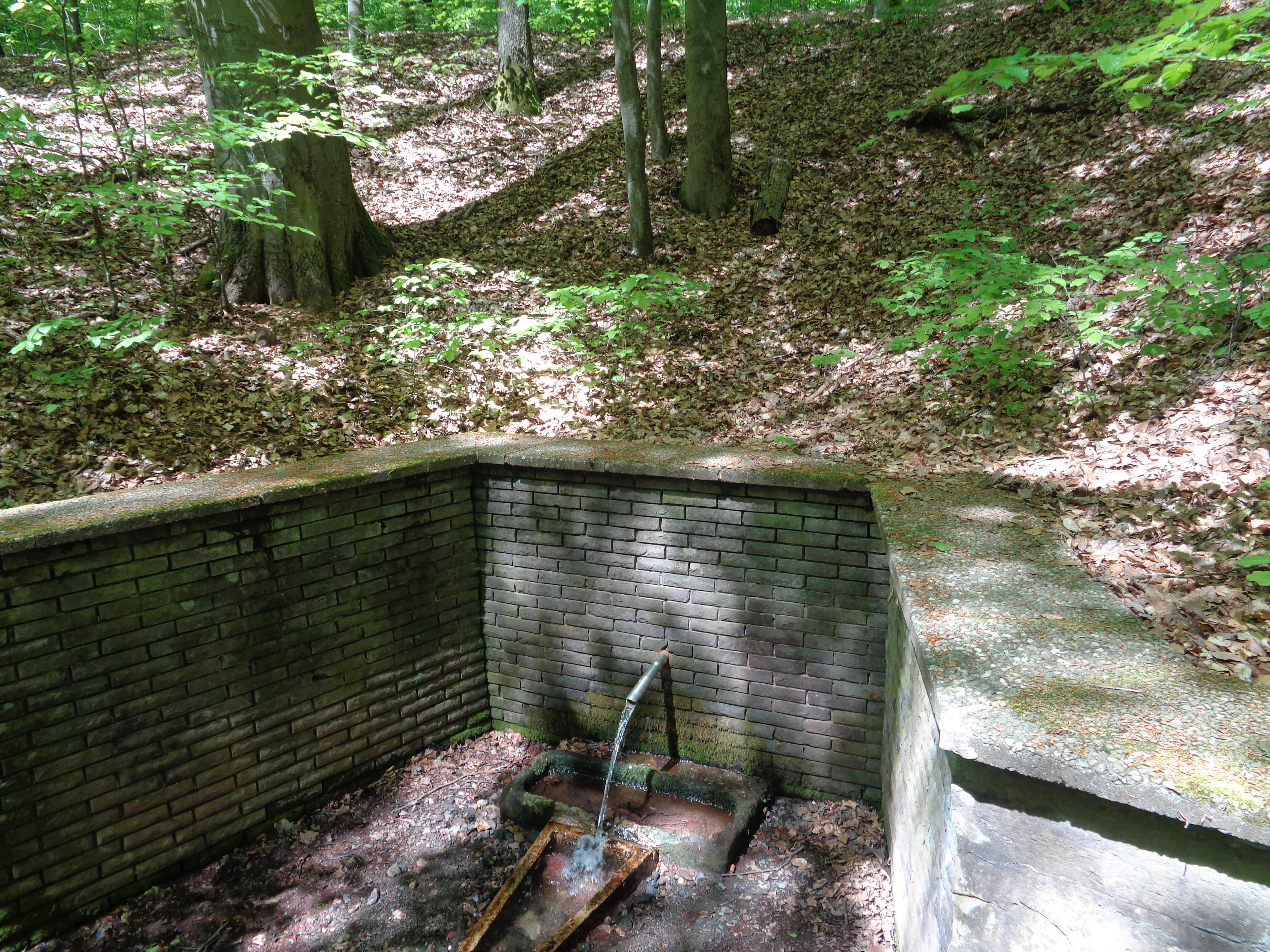
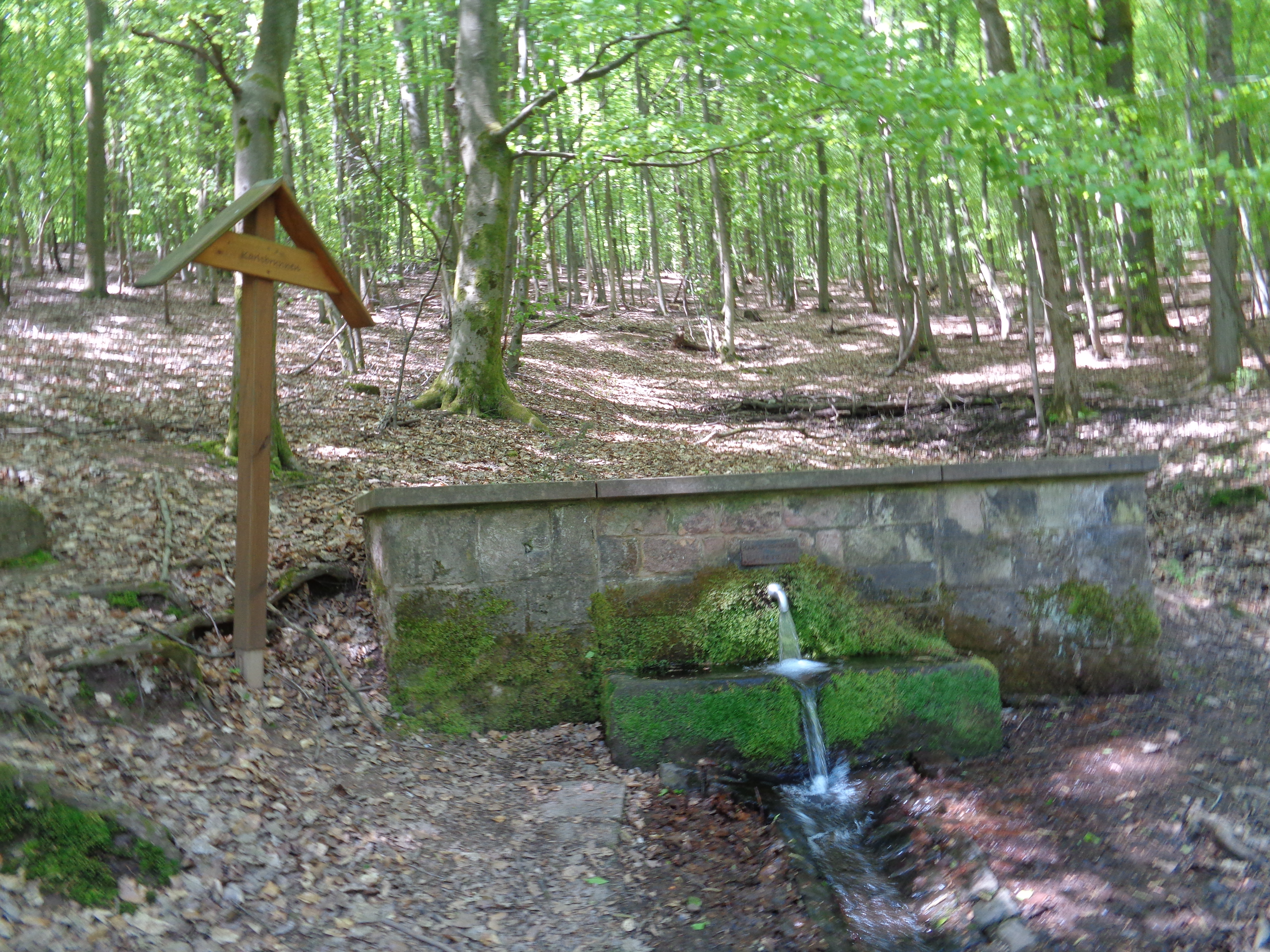
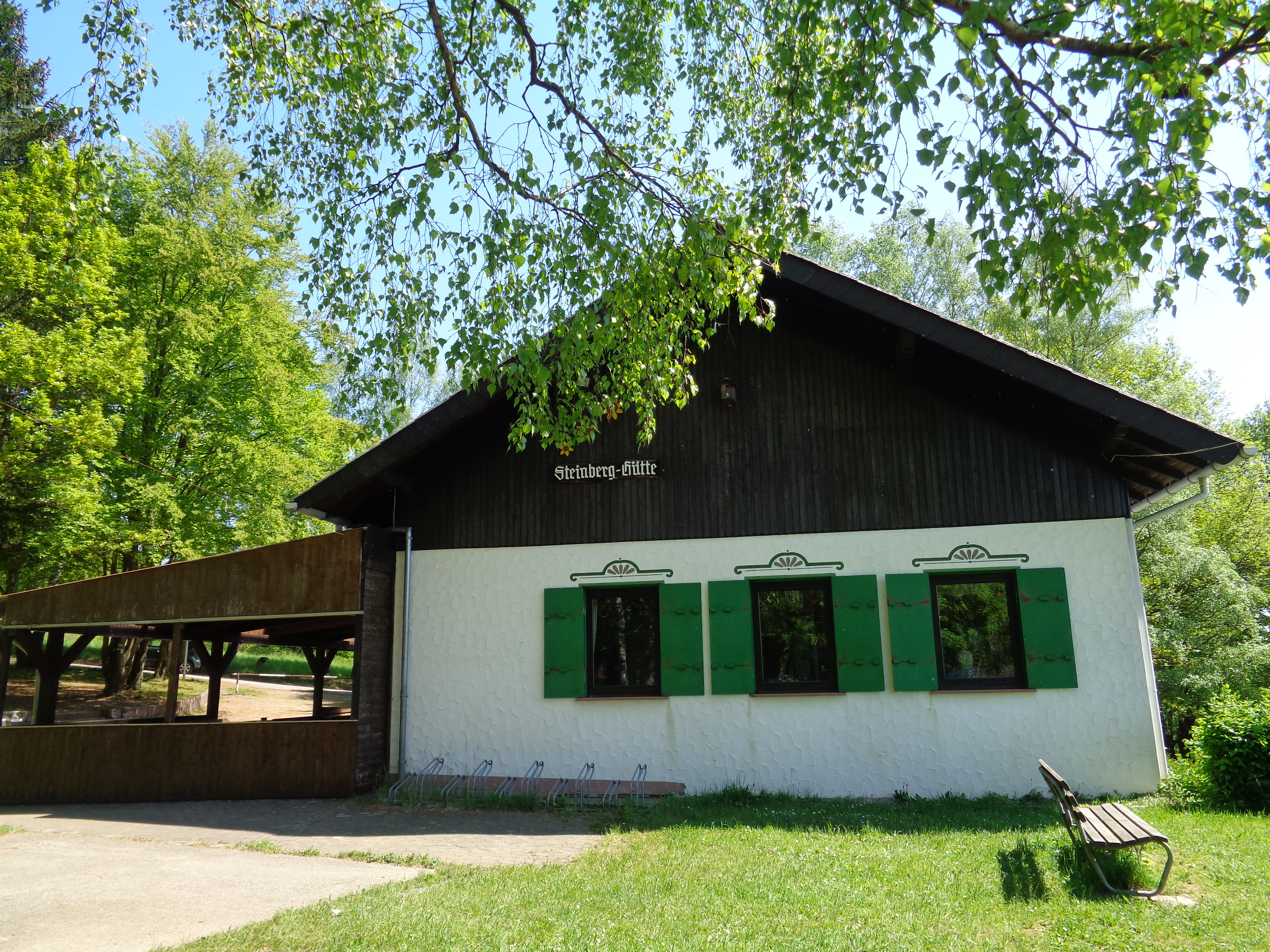
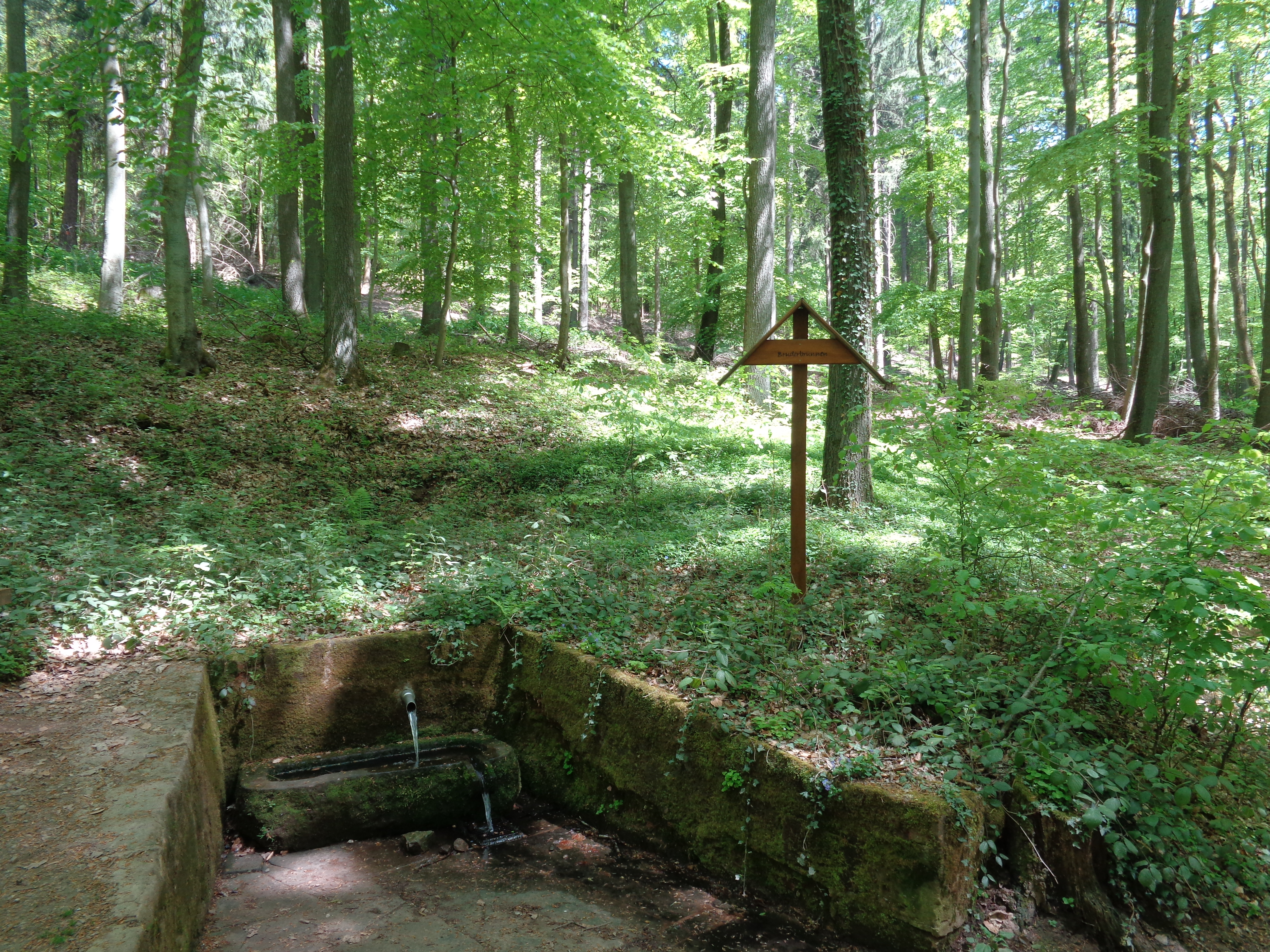
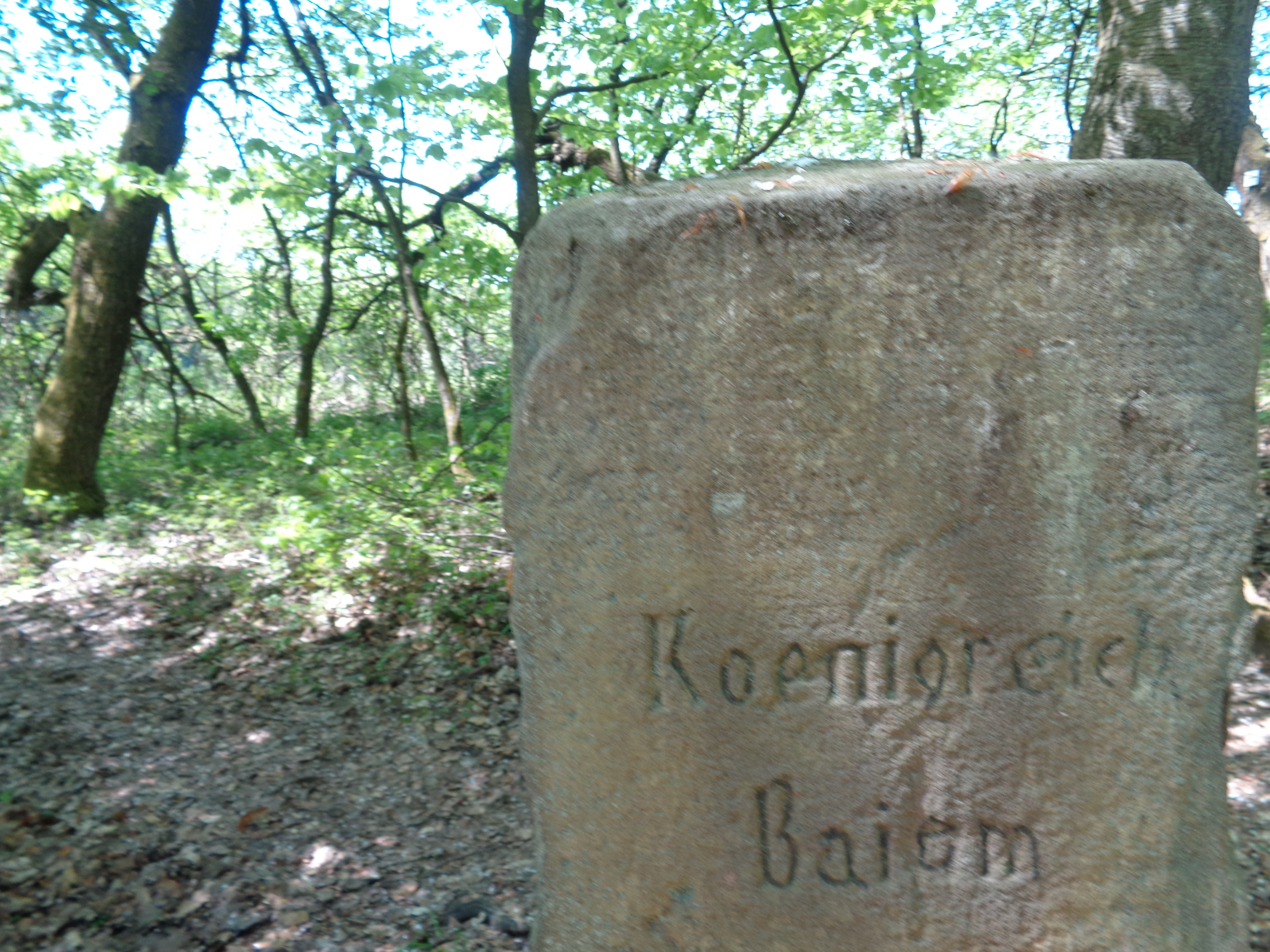
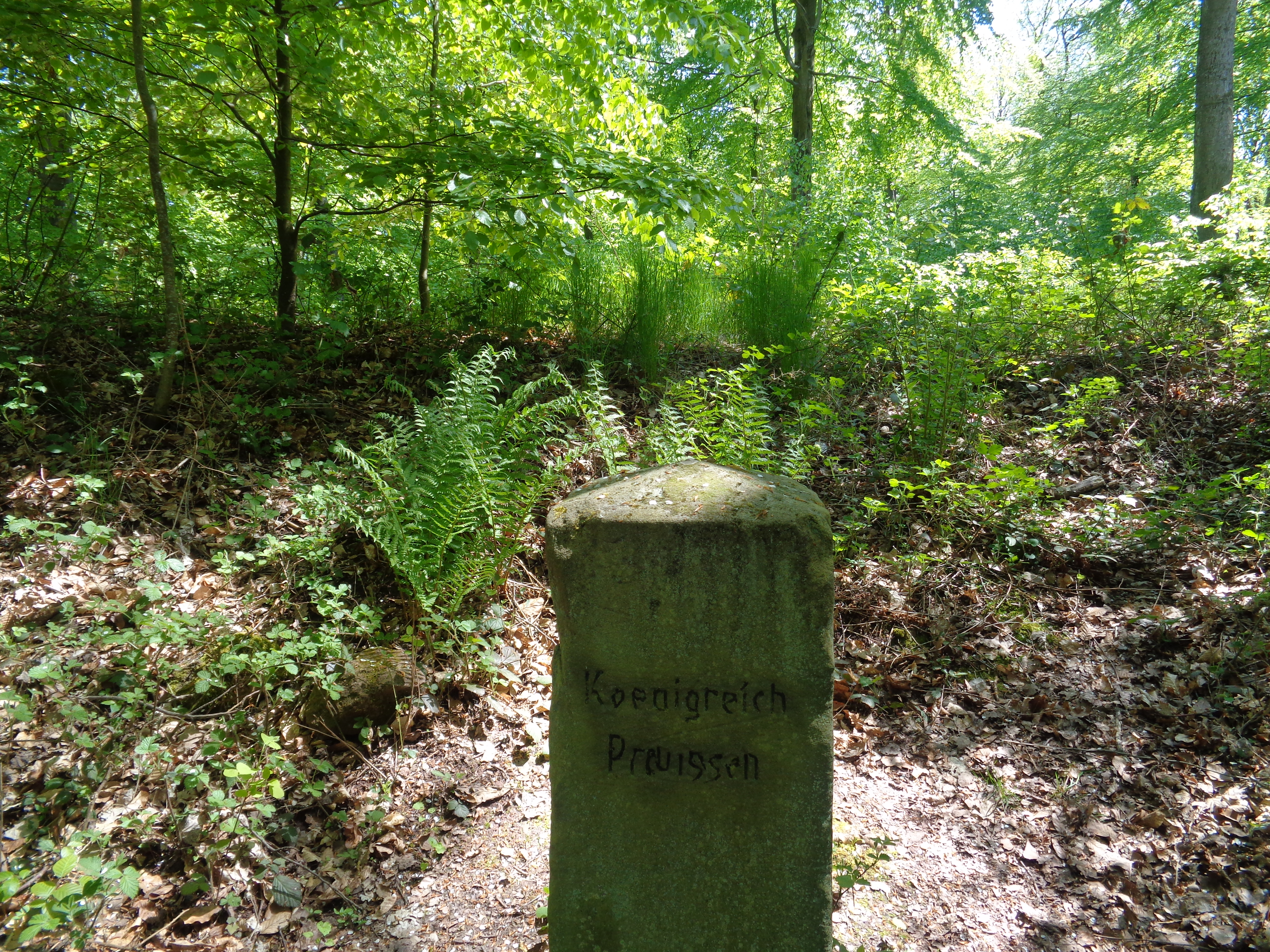
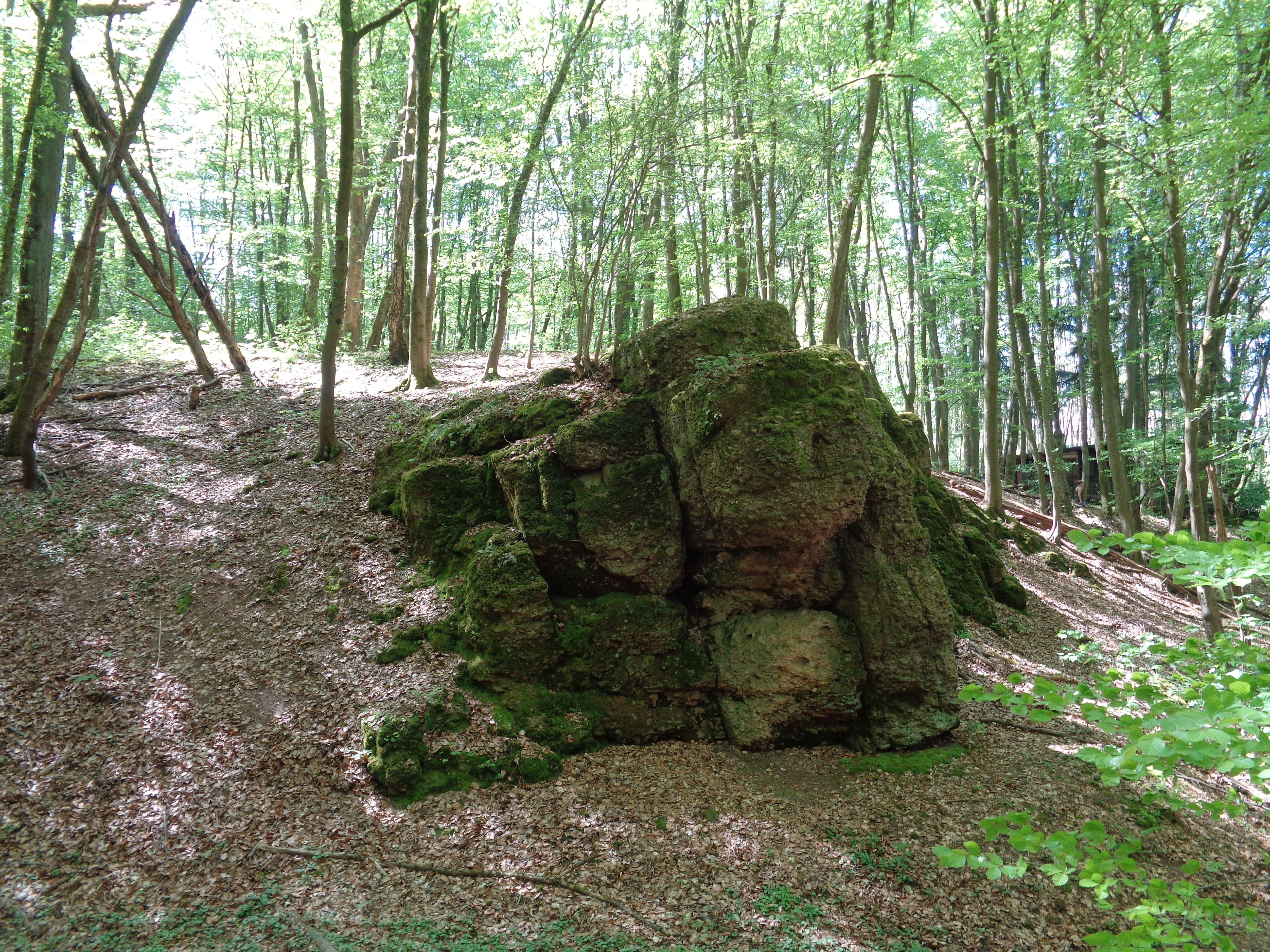
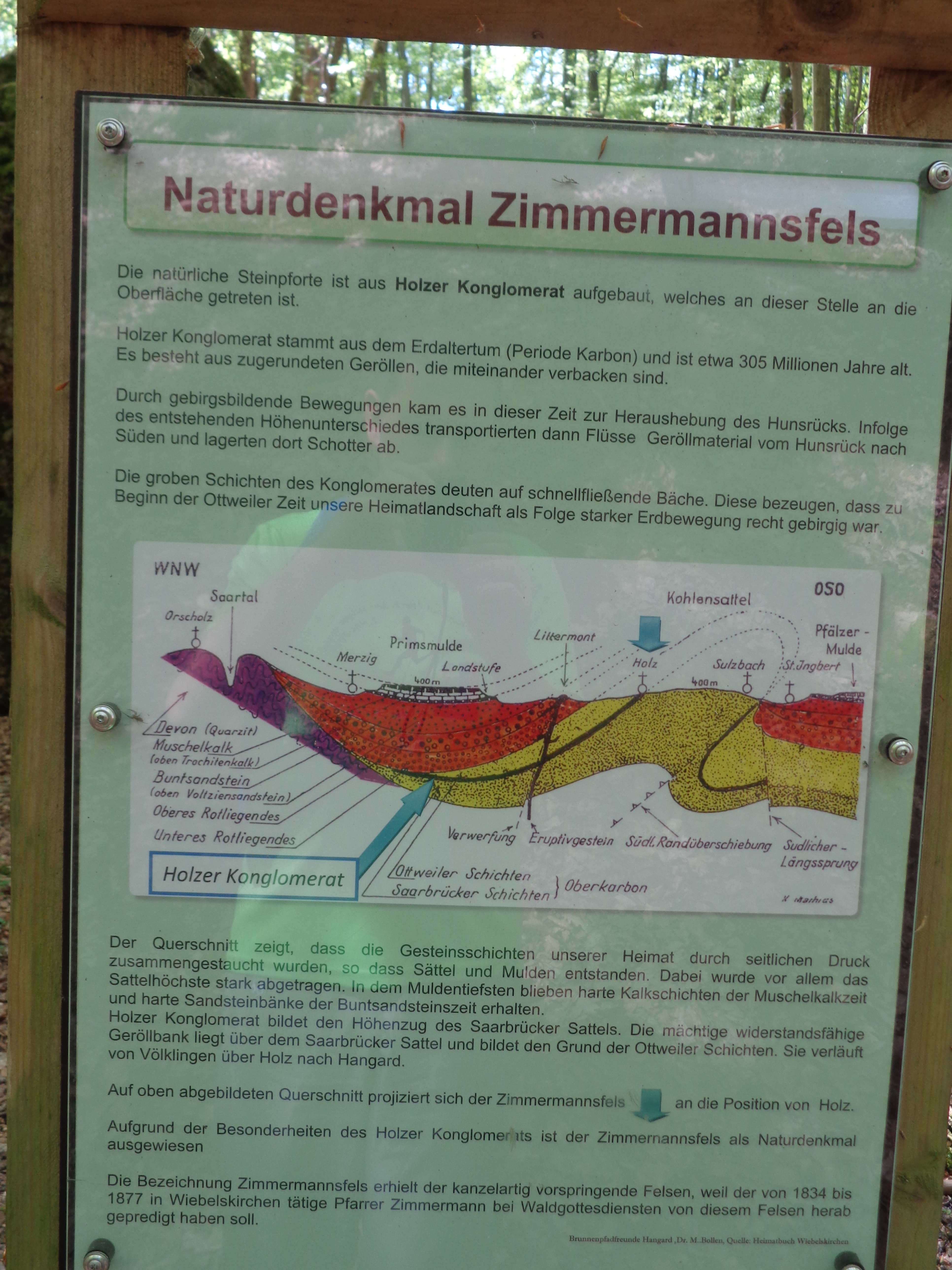
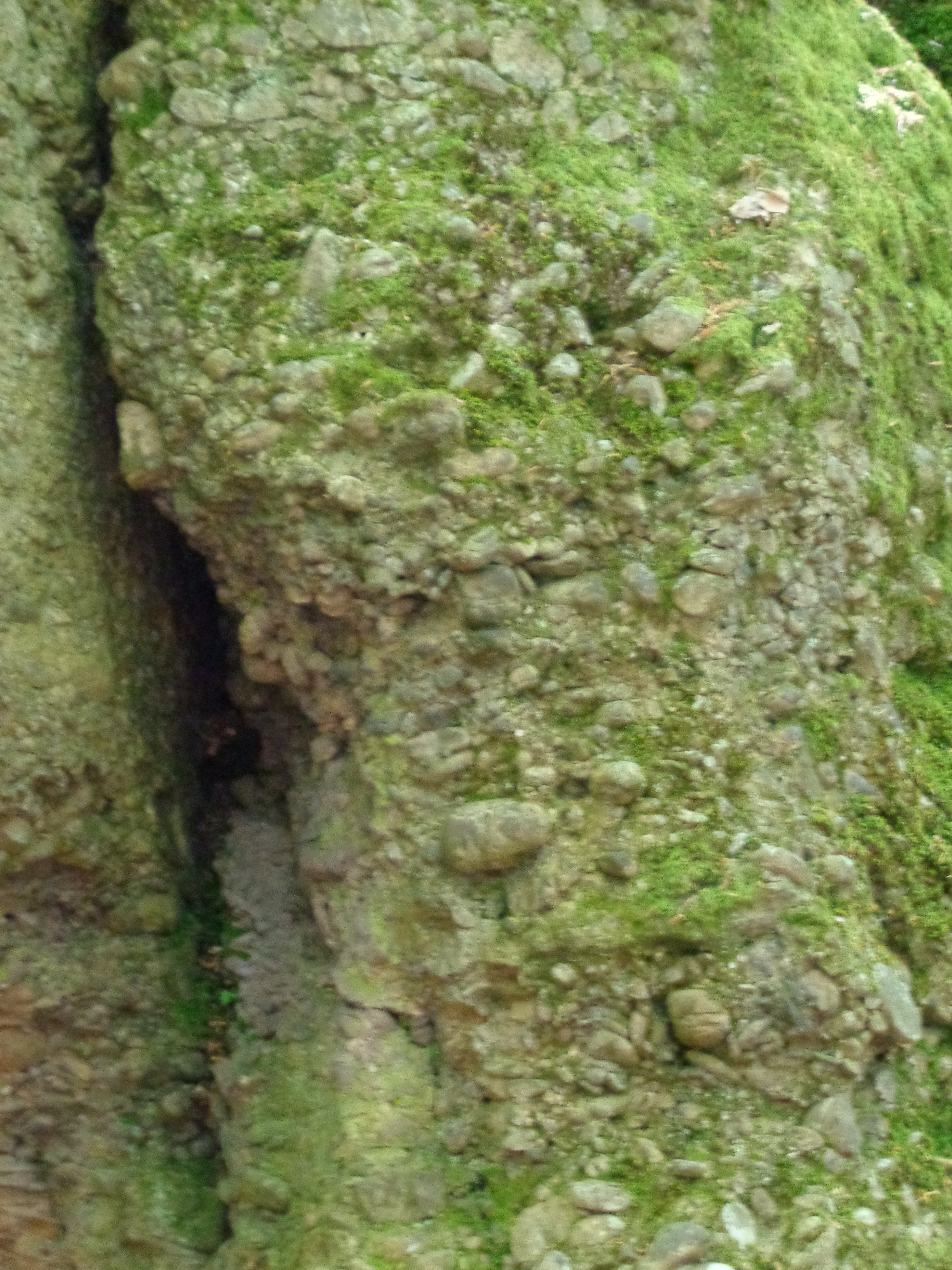
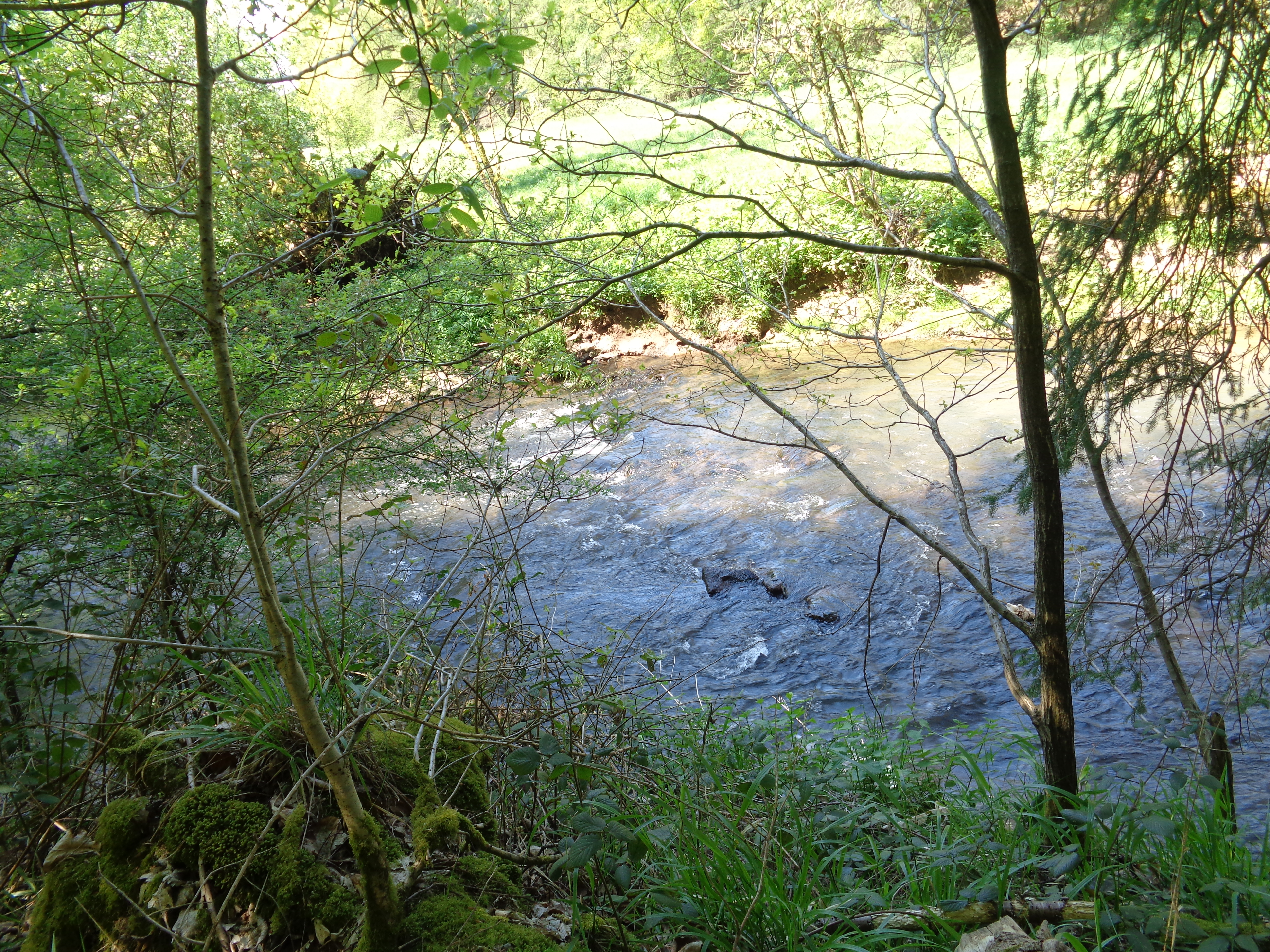
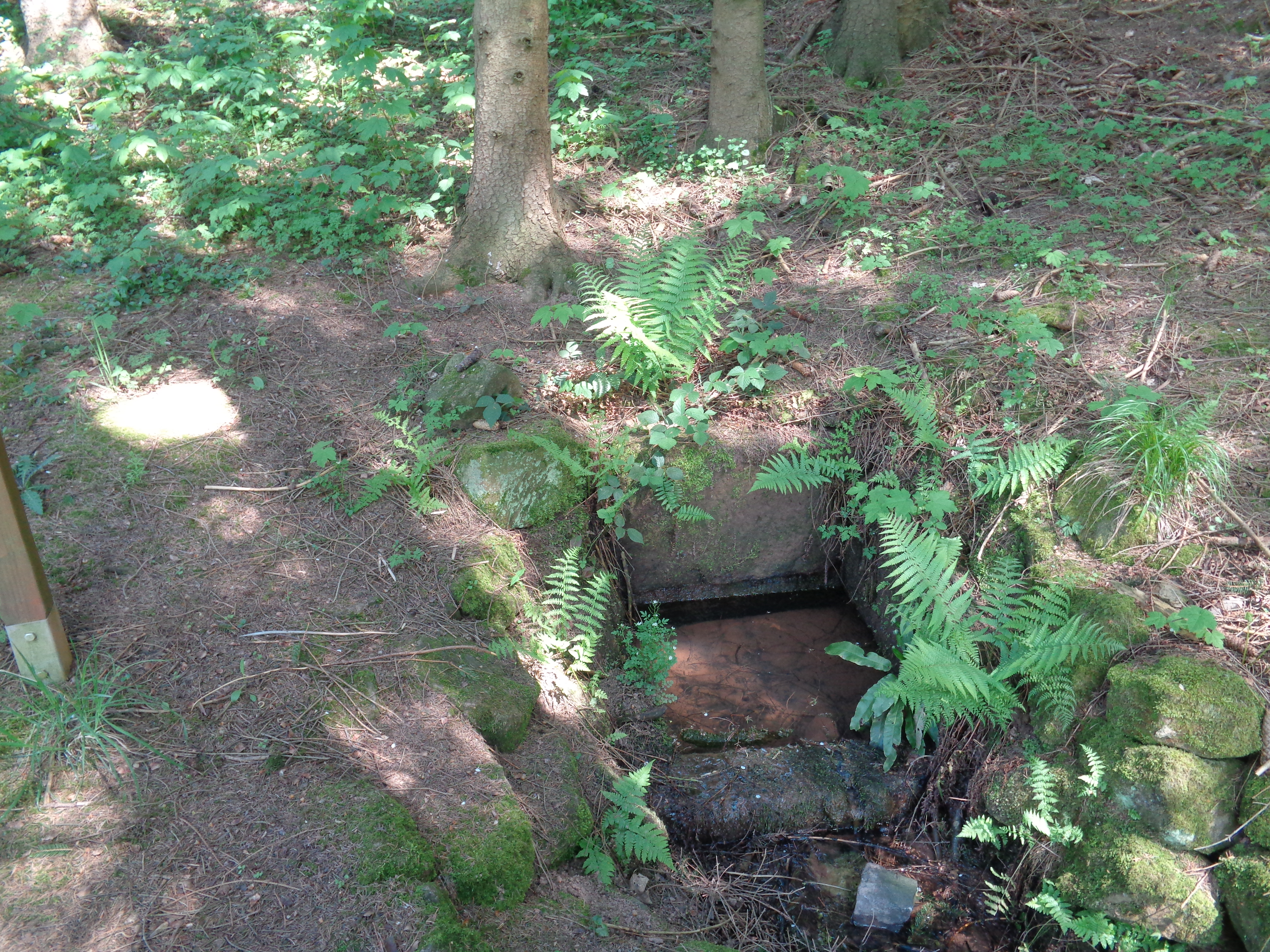

- die sieben Brunnen
- Steinerner Mann
- Naturdenkmal Zimmermannsfels
- alte Grenzsteine
- Tal des Lautenbachs